# Nitroniumtetrafluorboraat
Nitroniumtetrafluorboraat is een anorganische verbinding met als brutoformule NO2BF4. Het is het tetrafluorboraatzout van het nitroniumion. De stof komt voor als een kleurloze kristallijne corrosieve stof die brandwonden kan veroorzaken als ze in contact komt met de huid of de ogen.

## Synthese
Nitroniumtetrafluorboraat kan bereid worden door de reactie van boortrifluoride met een fluor- en een nitraatbron. Een voorbeeld is de reactie tussen boortrifluoride, watervrij waterstoffluoride en distikstofpentaoxide in nitromethaan als oplosmiddel: In de plaats van distikstofpentoxide kan ook ethylnitraat gebruikt worden.
{\displaystyle \mathrm {BF_{3}\ +\ HF+\ N_{2}O_{5}\ \ {\overrightarrow {_{CH_{3}NO_{2}}}}\ \ NO_{2}BF_{4}\ +\ HNO_{3}} }
Nitroniumtetrafluorboraat kan ook bereid worden door de reactie van boortrifluoride met stikstofdioxide en fluorgas op lage temperatuur.

## Toepassingen
Nitroniumtetrafluorboraat is een reagens voor nitreringsreacties. Aromatische nitreringen in watervrije omstandigheden zijn mogelijk, zonder dat het nitroniumion in situ gevormd moet worden uit salpeterzuur en zwavelzuur, zoals dat bij klassieke nitreringen gebeurt. Op deze manier is het mogelijk om moeilijke nitreringen van weinig reactieve stoffen, zoals adamantaan, uit te voeren.
Nitroniumtetrafluorboraat werd gebruikt bij de eerste succesvolle synthese van nitrylcyanide, een verbinding met een zeer hoge energiedichtheid.
Verder wordt het wel gebruikt als oxidator.